# Rubus alaskensis
Rubus alaskensis är en rosväxtart som beskrevs av Liberty Hyde Bailey. Rubus alaskensis ingår i släktet rubusar, och familjen rosväxter. Inga underarter finns listade i Catalogue of Life.